# Mišel' Andrade
Mišel' Stefani Andrade Čekasina, nata Michelle Stephanie Andrade (in ucraino Мішель Стефані Андраде Чекасіна?; Cochabamba, 10 novembre 1996), è una cantante boliviana naturalizzata ucraina.

## Biografia
Nata a Cochabamba da madre ucraina e da padre boliviano, all'età di 13 anni si è trasferita a Kiev, dove ha frequentato il Finansoviyj Licej ed ha imparato l'ucraino e il russo. Dopo essersi laureata, è entrata a far parte della Kyïvs'ka Municypal'na Akdemija Muzyky Imeni R.M. Glijeva. Nel 2013 ha partecipato alla versione ucraina di X Factor, dove è stata notata dal produttore Potap.
Ha successivamente firmato un contratto con la Mozgi Entertainment, salendo alla ribalta grazie al singolo Música, che è divenuto il 35º brano di maggior successo in Ucraina nel corso del 2018. Anche i singoli Hasta la vista e Ne znaju hanno riscosso successo, poiché sono rimasti in classifica per rispettivamente 21 e 16 settimane, risultando a fine 2019 due delle hit più riprodotte nelle radio ucraine. Ne znaju ha inoltre raggiunto la vetta e ha trascorso oltre 80 settimane nella hit parade nazionale, divenendo il 3º brano di maggior successo del 2020 in Ucraina in termini di passaggi radiofonici. Mišel' Andrade è risultata una degli artisti più riprodotti dalle radio nazionali per sei anni consecutivi.
Nell'ambito del M1 Music Award ha trionfato per due anni di fila.

## Discografia

### Album in studio
- 2019 – Latino ritmo

### EP
- 2018 – La primavera boliviana
- 2021 – Échale

### Singoli
- 2016 – Amor (feat. Mozgi)
- 2017 – Chvatit svistet'
- 2017 – Zima (feat. Dr.Ed & RusOne)
- 2018 – Música
- 2018 – Hasta la vista
- 2019 – Corazón
- 2019 – Ne znaju
- 2020 – Proud
- 2020 – Tonight
- 2020 – Mirror
- 2021 – 100000 minut (feat. Positiff)
- 2021 – Bez sna
- 2022 – Pered svitankom (con Positiff e Alina Paš)
- 2022 – Neprychovane
- 2023 – Skarb (con Molodi)
- 2024 – V tvoïch očach
- 2024 – Kralja
- 2024 – Marharyta
- 2025 – Karusel'

### Collaborazioni
- 2019 – Papi (T-Fest feat. Mišel' Andrade)